# N,N-Dimetilfenetilamin
N,N-Dimetilfenetilamin je supstituisani fenetilamin koji se koristi kao začin. On je alkaloid koje prvobitno bio izolovan iz orhideje Eria jarensis. Njegova aroma se opisuje kao "slatka, riblja". On se uglavnom koristi u žitaricama, siru, mlečnim proizvodima, ribi, voću i mesu.
Postoji evidencija da N,N-DMPEA deluje kao TAAR1 agonist i 5-HT1A ligand kod ljudi i pacova, respektivno. Manje je ubedljiva evidencija koja ukazuje na činjenicu da ovaj molekul isto tako formira interakcije sa MAO-B, najverovatnije kao enzimski supstrat, a ne kao inhibitor.